# 30282 Jamessmith
30282 Jamessmith è un asteroide della fascia principale. Scoperto nel 2000, presenta un'orbita caratterizzata da un semiasse maggiore pari a 2,3175943 au e da un'eccentricità di 0,1184460, inclinata di 6,31048° rispetto all'eclittica.